# (4615) Zinner
(4615) Zinner (A923 RH) – planetoida z grupy pasa głównego asteroid okrążająca Słońce w ciągu 4,19 lat w średniej odległości 2,6 j.a. Odkryta 13 września 1923 roku.